# Résolution 24 du Conseil de sécurité des Nations unies
Membres permanents
- Chine
- États-Unis
- France
- Royaume-Uni
- URSS

Membres non permanents
- Australie
- Belgique
- Brésil
- Colombie
- Pologne
- Syrie

Résolution no 23 Résolution no 25
La résolution 24 est une résolution du Conseil de sécurité de l'ONU qui a été votée le 18 avril 1947  et qui décide que la demande de la Hongrie doit être soumise au comité d'admission pour étude.
La voix contre est celle de l'Australie.

## Texte
- Résolution 24 sur fr.wikisource.org
- Résolution 24 sur en.wikisource.org